# Линниченко Іван Андрійович
Іва́н Андрі́йович Линниче́нко (12 жовтня 1857 — 9 липня 1926) — український історик-славіст, археограф, педагог, кримознавець. Професор Імператорського Новоросійського університету (сьогодні — Одеський національний університет імені І. І. Мечникова)в Одесі. Народився у Києві. Член Київського товариства старожитностей і мистецтв. Член-кореспондент Санкт-Петербурзької академії наук і Краківської академії наук. Помер у  Сімферополі.

## Біографія
Народився у родині київського професора Андрія Линниченка та росіянки Скворцової.
У 1875 році закінчив зі срібною медаллю Першу Київську гімназію, вищу освіту здобув на історичному факультеті Київського університету.
З 1884 року працював у Новоросійському університеті (сьогодні — Одеський національний університет імені І. І. Мечникова) (Одеса). Його історичні дослідження відобразилися у численних нарисах, відгуках, історіографічних та критичних примітках:
- (рос.)«Современное состояние вопроса об обстоятельствах крещения Руси»,
- (рос.)«Критический обзор современной литературы по истории Галицкой Руси»,
- (рос.)«Архивы в Галиции»,
- (рос.)«Новые материалы для биографии Гоголя»,
- (рос.)«Общественная роль армян в прошлом Юго-Западной Руси»

та інші.
Від 1895 р. — професор.
Також значний був внесок Івана Андрійовича Линниченка у кримознавство та літературознавство.

### Революція та полеміка з Грушевським
Іван Андрійович Линниченко розглядав історію України з позицій великодержавного шовінізму.
В 1917 році у брошурі «Малоруське питання та автономія Малоросії. Відкритий лист до професора Грушевського», Іван Андрійович Линниченко, вступив у полеміку з Михайлом Грушевським, щодо можливості існування Української держави. Він виступив проти етнографічого підходу до історії та піддав критиці основні положення концепції «відрубності», пропонуючи своїм опонентам відкриту дискусію («Я пишу лат. sine ire et studio сподіваючись на таку само відповідь незгодних зі мною…»).
У 1919 році за наказом більшовицької влади Іван Андрійович Линниченко був звільнений з посади викладача університету. Після падіння більшовицької влади у місті та занятті його Добровольчою армією Линниченко деякий час працював у «Особливій нараді», потім виїхав до Криму.

### Останні роки життя
Помер у Сімферополі, як згадував його приятель Арсеній Маркевич, провівши останні роки життя у злиднях. Стійке неприйняття нової влади відобразив у записах особистого характеру «День контрреволюційного професора» (рос. День контреволюционного профессора).

## Праці
- Линниченко, И.А. Взаимные отношения Руси и Польши до половины XIV& ст. Ч.1. Русь и Польша до конца ХІІ в. Киев, 1884.
- Линниченко, И.А. Брачные разводы в древней Польше и Юго-Западной Руси // Юридический вестник. 1890, Т.6, Кн. 3.
- Линниченко, И.А. Юридические формы шляхетского землевладения и судьба древнерусского боярства в Юго-Западной Руси XIV-XV в. // Юридический вестник. 1892, Кн. 3-4.
- Линниченко, И.А. Черты из истории сословий в Юго-Западной (Галицкой) Руси XIV — XV вв. Москва, 1894.
- Линниченко, И.А. Грамоты Галицкого князя Льва и значение подложных документов как исторических источников // Известия Отделения русского языка и словесности РАН. Т.9. Вып. 1. Санкт-Петербург, 1904, С. 80—102.
- Линниченко, И.А. Рецензия На: Лянскоронский В. История Переяславской земли. Одесса, 1912.
- Линниченко, И.А. Рецензия на: Падалка Л.В. Прошлое Полтавской территории и ее заселение. Полтава, 1914 // ИОБО. Одесса, 1916, В. 1-2., Т.V.
- Линниченко, И.А. Патриархальные градоправители. Одесса, 1916.
- Линниченко, И.А. Вече в Киевской области, «Университетские известия», Киев, 1881.

### Статті
- Толочко О.О., Дві не зовсім академічні дискусії: І. А. Линниченко, Д. І. Багалій, М. С. Грушевський // Український археографічний щорічник: Нова серія. — К., 1993. — Вип.2. С.92-103;
- Джулинська З. І., І. А. Лінниченко: «Українське питання» та справа національної освіти на початку ХХ століття // Записки історичного факультету Одеського національного університету ім. І. І. Мечникова. — Одеса, 2001. — Вип.11. — С.266—271.
- Музичко О. Педагогічна діяльність І. Линниченка в Одесі наприкінці ХІХ — на початку ХХ ст.: етапи, особливості, значення // Південний Захід. Одесика. — 2007. — Вип.4. С.167—190;
- Музичко О. Польща та поляки у науковому та суспільно-політичному дискурсі професора одеського Новоросійського університету І. А. Линниченка (1857—1926) // Поляки на Півдні України та в Криму. — Одеса-Ополє-Вроцлав. — 2007. — С.306—319;
- Музичко О. Діяльність професора Новоросійського університету І. Линниченка у наукових і громадських товариствах у другій половині ХІХ — початку ХХ ст. // Чорноморська минувщина. — Вип.2. — Одеса, 2007. С.120—129;
- Музичко О. Теоретико-методологічні проблеми історичної науки в інтелектуальній спадщині професора І. А. Линниченка (1857—1926).// Історіографічні дослідження в Україні. — Вип.19. — К., 2008 С.74-96.
- Непомнящий А. А. И. А. Линниченко: неизвестные страницы биографии известного историка // Непомнящий А. А. Подвижники крымоведения. — Симферополь, 2006. — С.169—187.
- Музычко А. Профессор и революция: общественно-политические взгляды И. А. Линниченко в 1917—1920 годах // Ассоциация европейской культуры «Золотая акация» Юго-Запад. Одессика: Историко-краеведческий научный альманах. — Одесса: Печатный дом, 2013. — Т. 16. — С. 266—280.

### Довідники
- Ясь, О.В. Линниченко Іван Андрійович  [Архівовано 16 квітня 2016 у Wayback Machine.] // Енциклопедія історії України : у 10 т. / редкол.: В. А. Смолій (голова) та ін. ; Інститут історії України НАН України. — К. : Наукова думка, 2009. — Т. 6 : Ла — Мі. — С. 143. — ISBN 978-966-00-1028-1.
- Непомнящий, А.А. Линниченко Іван Андрійович [Архівовано 23 серпня 2016 у Wayback Machine.] // Енциклопедія сучасної України / ред. кол.: І. М. Дзюба [та ін.] ; НАН України, НТШ. — К. : Інститут енциклопедичних досліджень НАН України, 2001–2024. — ISBN 966-02-2074-X.
- Линниченко, Иван Андреевич // Энциклопедический словарь Брокгауза и Ефрона : в 86 т. (82 т. и 4 доп. т.). — СПб., 1890—1907. — Т. XVIIa. — С. 712. (рос. дореф.)

- Линниченко [Архівовано 17 листопада 2016 у Wayback Machine.] // Юридична енциклопедія : [у 6 т.] / ред. кол.: Ю. С. Шемшученко (відп. ред.) [та ін.]. — К. : Українська енциклопедія ім. М. П. Бажана, 2001. — Т. 3 : К — М. — 792 с. — ISBN 966-7492-03-6.